# Lobotomia
La lobotomia era un intervento di psicochirurgia conosciuto anche come leucotomia. Consisteva nel recidere le connessioni della corteccia prefrontale dell'encefalo. Poteva essere eseguita con la variante dell'asportazione o distruzione diretta di esse. Il risultato più riscontrato era il cambiamento radicale della personalità. La lobotomia era usata in passato per trattare una vasta gamma di malattie psichiatriche come la schizofrenia, la depressione o la psicosi maniaco-depressiva.
L'ultima forma di lobotomia, meno distruttiva e più selettiva denominata leucotomia temporale anteriore (utilizzata in caso di epilessia farmacoresistente), non viene più praticata da tempo.

## Storia

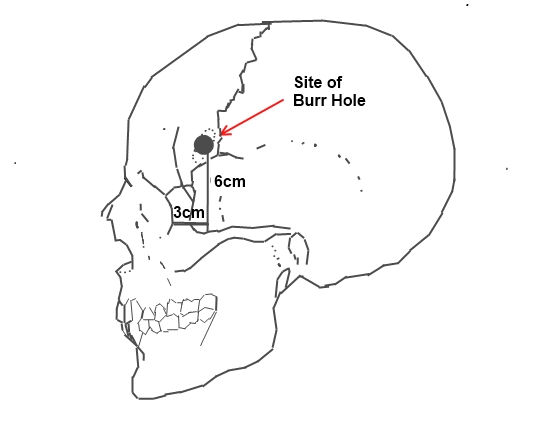
Il punto colpito nella procedura di Freeman e Watts. Il neurochirurgo Moniz, convinto che le persone disturbate avevano percorsi neurali formati da circuiti abnormi che davano loro idee persistenti, ossessioni e deliri, praticò la rimozione definitiva ma in realtà demolitiva delle connessioni che il cervello, secondo lui, avrebbe riadattato alla nuova configurazione. Il foro nella parte laterale del cranio serviva per iniettare alcol etilico puro nella porzione di "materia bianca" sottostante la corteccia prefrontale, costituita da quelle parti di neuroni cerebrali, dette assoni chiamate "fibre nervose" (ossia assoni di neurone e loro rivestimenti costituiti da guaina mielinica e cellule di Schwann) conducenti gli impulsi elettrici dal nucleo del neurone alle sue terminazioni. L’alcol aveva lo scopo di disgregare i collegamenti tra l’area prefrontale del cervello e il talamo. Per facilitare l'operazione, in seguito, fu inventato il "leucotomo", che può considerarsi come uno stiletto.

Nel dicembre del 1888, lo psichiatra Gottlieb Burckhardt praticò lobotomie parziali su sei pazienti in un ospedale psichiatrico in Svizzera. Creò dei fori con un trapano nel cranio ed estrasse parti dei lobi frontali. Un paziente morì cinque giorni dopo l'operazione; un altro venne trovato morto per suicidio in un fiume alcuni giorni dopo; due non mostrarono alcun cambiamento; gli altri due manifestarono comportamenti alterati (diventarono "più silenziosi"). La prima lobotomia umana controllata venne praticata dal medico e neurologo portoghese Antonio Egas Moniz nel 1936. Il suo metodo prevedeva la trapanazione in vari punti del cranio e la distruzione della sostanza bianca dei lobi frontali mediante iniezioni di alcol all'interno di essi. Moniz vinse il Premio Nobel per la medicina nel 1949 per questa tecnica. L'italiano Amarro Fiamberti fu tra gli altri pionieri. La procedura venne poi rilevata e messa a punto da alcuni psichiatri britannici come Eric Cunningham Dax e fu esportata negli Stati Uniti da Walter Freeman e James W. Watts che modificarono il nome da leucotomia in lobotomia.
Freeman, con l'appoggio di Watts, sviluppò una versione che prevedeva di raggiungere il tessuto del lobo frontale attraverso i dotti lacrimali. In questa forma di lobotomia, detta transorbitale, veniva usato un maglio per permettere al punteruolo chirurgico (ovvero una sorta di rompighiaccio lungo 20 cm e spesso 5 mm), detto orbitoclasto, di trapassare lo strato osseo appena al di sopra della palpebra. Il punteruolo veniva quindi mosso energicamente al fine di danneggiare il lobo frontale. Questa tecnica poteva essere eseguita ambulatorialmente, invece che in sala operatoria, e richiedeva soltanto pochi minuti. Freeman raccomandava questa procedura anche ai pazienti con lievi sintomi ed egli stesso la praticò su migliaia di persone.
La lobotomia è stata a lungo criticata da esponenti del settore medico. Con l'avvento negli anni cinquanta della clorpromazina, tale pratica cominciò ad essere considerata barbarica e cadde rapidamente in disuso.
Nel 1977, il Congresso degli Stati Uniti creò la Commissione Nazionale per la Protezione dei Soggetti Umani della Ricerca Biomedica e Comportamentale (National Committee for the Protection of Human Subjects of Biomedical and Behavioral Research) che aveva il compito di indagare sui rapporti tra la psicochirurgia, incluse le tecniche della lobotomia, e la possibilità che fosse utilizzata per controllare le minoranze e restringere i diritti individuali, così come il fatto che potesse avere degli effetti eticamente non corretti. Comunque, crebbero le preoccupazioni sulla lobotomia, dato che in molte nazioni, come la Germania, il Giappone e molti stati americani venne proibita. La lobotomia veniva all'epoca praticata legalmente in Finlandia, Svezia, Spagna, Belgio, Paesi Bassi, nel Regno Unito e in alcuni centri controllati negli Stati Uniti. Venne abbandonata quasi completamente all'inizio degli anni settanta, ma alcuni paesi hanno continuato ad applicarla su scala drasticamente ridotta anche negli anni ottanta. Stando alle stime dell'Inspection Générale des Affaires Sociales, in Francia furono eseguite 32 lobotomie tra il 1980 e il 1986; nel Regno Unito almeno 15 all'anno, 70 in Belgio e 15 al Massachusetts General Hospital of Boston.

## Casi celebri
- Rosemary Kennedy, sorella di John Fitzgerald Kennedy, disabile dall'infanzia[6], all'età di 23 anni fu sottoposta alla lobotomia quando suo padre si lamentò con i medici degli sbalzi di umore della figlia e del suo interesse per i ragazzi. Il padre, inoltre, nascose l'operazione al resto della famiglia. L'intervento in sé produsse gli effetti desiderati, ma ridusse Rosemary ad uno stadio cerebralmente infantile, divenne incontinente e trascorreva ore a fissare le pareti. Le sue abilità verbali si ridussero a parole senza senso, perse l’uso di un braccio, camminava a fatica e fu confinata sulla sedia a rotelle.[7] Sua sorella Eunice Kennedy Shriver fondò nel 1968 la Special Olympics in suo onore.
- A Howard Dully venne praticata una lobotomia all'età di dodici anni perché la sua matrigna dichiarò che aveva paura di lui. Lo stesso Dully ha detto: «Mi sono sempre sentito diverso, mi chiedo se manca qualcosa nella mia anima. Non ho memoria dell'operazione»[7].
- Ellen Ionesco smise di avere istinti suicidi[7].
- Anna Ruth Channels si sottopose alla lobotomia per curare dei mal di testa, che effettivamente non si ripresentarono dopo l'intervento, ma anche lei regredì ad uno stato infantile[7].
- Helen Mortenson come risultato ebbe un'emorragia cerebrale e morì dopo l'operazione[7].
- Frances Farmer, attrice statunitense, venne considerata incapace di intendere e di volere e venne operata dopo anni di trattamenti psichiatrici negli ospedali. Esistono però dubbi sulla veridicità del fatto.[senza fonte]
- Evita Perón, first lady Argentina a cavallo tra gli anni quaranta e cinquanta, fu sottoposta in gran segreto a una lobotomia qualche settimana prima di morire, per alleviarle i feroci dolori provocati dal cancro di cui soffriva[8].
- Josef Hassid, violinista prodigio nato in Polonia. Fu sottoposto alla lobotomia in seguito alla diagnosi di schizofrenia. L'operazione non ebbe esito positivo, Hassid contrasse la meningite e morì a soli 26 anni.[9]

## Nella cultura di massa
- Nel film Improvvisamente, l'estate scorsa (1959) il protagonista (Montgomery Clift) è uno psichiatra specializzato nell'eseguire la lobotomia. Viene contattato da una donna per praticarla sulla nipote.
- Nel film di fantascienza Il pianeta delle scimmie del 1968 viene praticata la lobotomia a uno degli astronauti giunti sul pianeta per fargli perdere l'uso della parola.
- Il film Qualcuno volò sul nido del cuculo (1975) mostra gli effetti dell'intervento eseguito al termine della pellicola sul protagonista (Jack Nicholson).
- Nel film Session 9 (2001) il protagonista Gordon, in stato di possessione, effettua due lobotomie transorbitali utilizzando un orbitoclasto.
- Frances è un film di Graeme Clifford del 1982 che narra la vita della sopracitata Frances Farmer (Jessica Lange), l'attrice statunitense che dopo anni di elettroshock negli ospedali psichiatrici venne sottoposta a lobotomia.
- Nel film thriller Shutter Island (2010) Leonardo DiCaprio indaga su possibili casi di lobotomia transorbitale all’interno di una misteriosa clinica ma lui stesso, nella scena finale, si appresterà a subirne una.
- Nel film La vera storia di Jack lo squartatore - From Hell del 2001 viene effettuata un'operazione di lobotomia su una ex prostituta per farle perdere la memoria.
- La canzone Frances Farmer Will Have Her Revenge on Seattle nell'album In Utero dei Nirvana è dedicata a Frances Farmer, l'attrice statunitense dichiarata pazza e lobotomizzata.
- La canzone Teenage Lobotomy dei Ramones, contenuta nell'album Rocket to Russia, parla di un adolescente sottoposto a lobotomia per guarirlo da un'intossocazione da DDT.
- Il videogioco di produzione italiana The Town of Light, che ricostruisce la vita di una ragazza, Renée T., ricoverata nel manicomio di Volterra prima della legge Basaglia degli anni Settanta, tratta di lobotomizzazione.
- Nel numero 310 (Io, il mostro) del fumetto mensile Dylan Dog, il neurochirurgo Winterbyrd esegue una lobotomia alla giovane paziente Coralie Withman, che dimostra una sovrannaturale forma di empatia, che la porta inconsapevolmente a trasmettere alle persone vicine le proprie crisi e sbalzi di umore, spesso spingendole al suicidio. A detta di Winterbyrd la leucotomia «non è illegale nel nostro paese[10], e vengono effettuati ancora diversi interventi ogni anno», con citazioni delle conseguenze: sparizione di ogni sintomo, mutamento della personalità, possibili regressione a stato infantile, incontinenza e difficoltà a parlare.
- Prima degli eventi narrati in X-Men 2, William Stryker fa lobotomizzare il figlio Jason per vendicare se stesso e sua moglie, suicidatasi per colpa del figlio, e per farne il suo schiavo.
- Nella quinta puntata della seconda stagione della serie Tv American Horror Story viene effettuata un'operazione di lobotomia ad una donna affetta da disturbi mentali post-partum che ritiene di essere Anna Frank.
- Nel film Sucker Punch (2011) la protagonista BabyDoll, interpretata da Emily Browning, subisce una lobotomia per una presunta instabilità mentale.
- Nella serie televisiva Criminal Minds (2005-2020), nell'episodio 4 "Prestare testimonianza" della nona stagione; un ragazzo viene trovato a vagare solo e ferito a Baltimora, vittima di uno psicopatico che gli ha praticato la lobotomia, danneggiandogli parte del cervello che si occupa della comunicazione, oltre a essergli stata impiantata nell'occhio una microtelecamera.
- Nella serie televisiva BoJack Horseman (2014-2020), nell'episodio "La vecchia casa dei Sugarman", la nonna di BoJack subisce una lobotomia per via della depressione causata dalla morte del figlio, entrando lentamente in una sorta di stato vegetativo.
- Nell'espansione "Burial At Sea: Episodio 2" del videogioco BioShock Infinite, l'antagonista Atlas tenta di praticare alla protagonista Elizabeth una lobotomia transorbitale per torturarla.
- Nel quarto episodio della quarta stagione della serie televisiva X-Files i detective Fox Mulder (David Duchovny) e Dana Scully (Gillian Anderson) si imbattono in un caso che tratta della lobotomia transorbitale.
- Nel film horror The Ward, diretto da John Carpenter nel 2010, uno degli omicidi avviene tramite lobotomia transorbitale.
- Nel film ESP - Fenomeni paranormali del 2010, il protagonista affronta dei fantasmi di alcuni pazienti lobotomizzati, per essere poi, lui stesso, lobotomizzato negli ultimi istanti del film.
- Nella serie tv Ratched appaiono scene di interventi legati alla lobotomia transorbitale.
- Nella serie tv The Vampire Diaries Stefan Salvatore parla della lobotomia praticata da un’antenata di Elena Gilbert a sé stessa.
- Nella serie tv Teen Wolf è sovente citata, nella terza, quarta e quinta stagione, la lobotomia sotto forma di cura, e talvolta punizione, per i pazienti di un ospedale psichiatrico.
- Nella serie tv Chicago Med viene citata nell'episodio 6 della decima stagione, in cui Ripley si occupa di un paziente a cui è stata praticata la lobotomia.